# Kuznocin (województwo mazowieckie)
Kuznocin – wieś w Polsce położona w województwie mazowieckim, w powiecie sochaczewskim, w gminie Sochaczew. 
Przez miejscowość przebiega droga krajowa nr 50. Wieś leży nad Bzurą. Okolica jest zamieszkana przez kolonie wydr i bobrów. 
Kuznocin należy do parafii pod wezwaniem św. Wawrzyńca w Sochaczewie. 
Według Narodowego Spisu Ludności w 2021 Kuznocin jest największą wsią w gminie Sochaczew. 
Prywatna wieś szlachecka Kuznocina położona była w drugiej połowie XVI wieku w powiecie gąbińskim ziemi gostynińskiej województwa rawskiego. W latach 1975–1998 miejscowość administracyjnie należała do województwa skierniewickiego.
Kuznocin graniczy z: Sochaczewem, Rozlazłowem, Władysławowem, Lubiejewem oraz Dachową.

## Części wsi
| SIMC    | Nazwa      | Rodzaj    |
| ------- | ---------- | --------- |
| 0738438 | Bzurówka   | część wsi |
| 1057663 | Cegielnia  | część wsi |
| 0738444 | Kuznocinek | część wsi |

## Zabytki
- dwór w stylu modernistycznym wybudowany w latach 1923–1924 według projektu Franciszka Morawskiego w dolinie Bzury
- murowana oficyna z ok. 1920 r.
- park z początku XX w.